# Gerry Ingram
Gerald Ingram (sinh ngày 19 tháng 8 năm 1947) là một cựu cầu thủ bóng đá chuyên nghiệp người Anh thi đấu ở vị trí tiền đạo. Thi đấu ở cả Anh và Mỹ từ năm 1966 đến năm 1980, Ingram có gần 500 trận và ghi gần 200 bàn thắng.

## Sự nghiệp
Sinh ra ở Beverley, Ingram khởi đầu sự nghiệp với đội bóng địa phương Hull Brunswick trước khi thi đấu ở Football League choBlackpool, Preston North End và Bradford City. Ingram sau đó thi đấu ở North American Soccer League cho Washington Diplomats, Las Vegas Quicksilvers, San Diego Sockers, Chicago Sting và California Surf.